# Струпино
Струпино (на гръцки: Λυκόστομο, Ликостомо, катаревуса: Λυκόστομον, Ликостомон, до 1926 година Στρούμπινο, Струбино) е село в Егейска Македония, Гърция, в дем Мъглен (Алмопия) на административна област Централна Македония.

## География
Струпино е разположено на 200 m надморска височина в западната част на котловината Мъглен (Моглена), на 7 km северозападно от демовия център Съботско (Аридеа).

## История

### В Османската империя
В XIX век Струпино е село във Воденска каза на Османската империя. Според Стефан Веркович към края на XIX век Струпино (Струпина) е смесено българо-християнско и българо-мохамеданско селище с мъжко население 121 души и 28 домакинства.
В „Етнография на вилаетите Адрианопол, Монастир и Салоника“, издадена в Константинопол в 1878 година и отразяваща статистиката на населението от 1873 година, Струпино (Stroupino) е посочено като село във Воденска каза с 58 къщи и 180 жители българи и 62 помаци.
В 1883 година в Струпино е открито българско училище.
Съгласно статистиката на Васил Кънчов („Македония. Етнография и статистика“) към 1900 година в Струпино живеят 260 българи-християни и 300 българи мохамедани.
Християнското население на Струпино е под върховенството на Българската екзархия. Според секретаря на екзархията Димитър Мишев („La Macédoine et sa Population Chrétienne“) в 1905 година в Струпино (Stroupino) има 384 българи екзархисти и в селото има българско училище.
Екзархийската статистика за Воденската каза от 1912 година сочи Струпино с 280 жители българи християни и 200 българи мюсюлмани.
По време на Балканската война един човек от Струпино се включва като доброволец в Македоно-одринското опълчение.

### В Гърция
През войната селото е окупирано от гръцки части и остава в Гърция след Междусъюзническата война. Боривое Милоевич пише в 1921 година („Южна Македония“), че Струпино има 65 къщи славяни християни и 50 къщи славяни мохамедани.
В 1924 година по силата на Лозанския договор мюсюлманското население на селото се изселва в Турция и на негово място са заселени гърци бежанци от Мала Азия и Понт. В 1926 година селото е преименувано на Ликостомон. В 1928 година селото е местно-бежанско с 66 бежански семейства и 250 жители бежанци. Според други данни в 1928 година селото има 684 жители, от които 451 мести и 233 бежанци. В 1940 година селото има 984 жители, от които 656 местни и 328 бежанци.
Селото пострадва силно от Гражданската война в Гърция - много семейства бягат в Югославия, а останалите през зимата на 1947 година са изселени от властите в Съботско. Според статистиката на Народоосвободителния фронт от 1947 година в селото има 500 души с местен произход и 300 бежанци. След нормализацията на обстановката, селяните се завръщат и обновяват селото.
Според изследване от 1993 година селото е смесено „славофонско-бежанско“, като „македонският“ и понтийският в него са запазени на средно ниво, а турският на ниско.
Селото произвежда боб, пипер, тютюн, овошки и е развито частично  и скотовъдството.
| Име   | Име    | Ново име   | Ново име   | Описание                  |
| ----- | ------ | ---------- | ---------- | ------------------------- |
| Габер | Γάμπερ | Гавротопос | Γαυρότοπος | местност на С от Струпино |

| Година    | 1913 | 1920 | 1928 | 1940 | 1951 | 1961 | 1971 | 1981 | 1991 | 2001 | 2011 | 2021 |
| --------- | ---- | ---- | ---- | ---- | ---- | ---- | ---- | ---- | ---- | ---- | ---- | ---- |
| Население | 670  | 460  | 684  | 984  | 355  | 491  | 463  | 382  | 368  | 395  | 403  | 336  |

## Личности
Родени в Струпино
- Георги Попдаков (Γεώργιος Παπαδάκης), гръцки андартски деец, четник[14]
- Йоан Янчев (Ιωάννης Γιάντσης), гръцки андартски деец от трети клас[14]
- Христо Стайков (1872 – ?), македоно-одрински опълченец, Нестроева рота на 10 прилепска дружина[15]